# NGC 5741
NGC 5741 este o galaxie eliptică situată în constelația Balanța. A fost descoperită în 12 iunie 1885 de către Francis Leavenworth.